# Девять рассказов (Набоков)
Девять рассказов или Nine Stories — первый англоязычный сборник рассказов Владимира Набокова, изначально написанных как на русском и французском, так и на английском. Книга вышла в декабре 1947 года в издательстве New Directions в Нью-Йорке:152, и стала вторым выпуском в серии «Direction».
Работа В. Набокова с издательством «New Directions» началась после разговора в январе 1941 года Эдмунда Уилсона и Гарри Левина о возможном сотрудничестве с эмигрантом из России с владельцем издательства Джеймсом Лохлиным. Уже в июле 1941 года издательство пустило в производство рукопись «Подлинной жизни Себастьяна Найта»:43. Для него же Набоков перевёл стихи Пушкина, Лермонтова и Тютчева для сборника «Три русских поэта». В 1944 году в издательстве у Джеймса Лохлина была опубликована работа Набокова «Николай Гоголь». Таким образом, «Девять рассказов» оказались последней книгой Набокова в этом издательстве:152.
Сборник включает:
- «The Aurelian» (перевод Набокова и Петра Перцова рассказа «Пильграм»)
- «Cloud, Castle, Lake» (перевод Набокова и Петра Перцова рассказа «Облако, озеро, башня»)
- «Spring in Fialta» (перевод Набокова и Петра Перцова рассказа «Весна в Фиальте»)
- «Mademoiselle O» (перевод с французского Владимира Набокова и Хильды Уорд)
- «A Forgotten Poet» (Забытый поэт[a])
- «The Assistant Producer» (Помощник режиссёра[b])
- «That in Aleppo Once...» (Как-то раз в Алеппо…[c])
- «Time and Ebb» (Превратности времён[d])
- «Double Talk» (Групповой портрет, 1945[e][1]:104)

Позднее сборник в таком составе никогда не публиковался; все вошедшие в него девять рассказов были включены в сборник «Набоковская дюжина» и во многие последующие, в том числе — в посмертный сборник «The Stories of Vladimir Nabokov».

## Комментарии
1. ↑  Написан в мае 1944 г. Впервые опубликован в «Atlantic Monthly» в октябре 1944 г.[4] Рассказ переведён на русский не менее 4-х раз: М. Мейлахом в 1988 г. (1 изд.),  С. Ильиным в 1994 г. (1 изд.), Д. Чекаловым в 2000 г. (4 изд.), Г. Барабтарло в 2001 г. (4 изд.)[5].
2. ↑  Написан в январе 1943 года, первый рассказ Набокова, написанный на английском. Опубликован в журнале «Atlantic Monthly», май 1943. Рассказ был переведён на русский не менее 4-х раз, перевод заглавия варьирует: "Второй режиссёр" —  И. Бернштейн, 1993 (1 изд.);  "Помощник режиссёра" — С. Ильин, 1997 (1 изд.);  "Ассистент режиссера; Помощник режиссера" — Д. Чекалов, 2001 (3 изд.); "Ассистент режиссера; Помощник режиссера" — Г. Барабтарло, 2001 (4 изд.)[6].
3. ↑  Рассказ написан в мае 1943 года. Журнал «Atlantic Monthly» опубликовал его в ноябре того же года. Переведён на русский не менее 5 раз. Заглавие не имеет устойчивого перевода: "Как-то раз в Алеппо..." — М. Мейлах, 1988 (1 изд), С. Колотов, 1991 (1 изд.). С. Ильин, 1997 (1 изд.); "Как там, в Алеппо..." — Д. Чекалов, 2001 (3 изд.); "Что как-то раз в Алеппо..." — Г. Барабтарло, 2001 (4 изд.)[7].
4. ↑  Рассказ написан в сентябре 1944 г. Журнал «Atlantic Monthly» опубликовал его в январе 1945 г. Заглавие не имеет устойчивого перевода: "Превратности времен" — С. Ильин, 1991 (2 изд.); "Время и забвение" — Д. Чекалов, 2001 (3 изд.); "Быль и убыль" — Г. Барабтарло, 2001 (4 изд.)[8]. Переводчик Геннадий Барабтарло отмечает, что: "Буквальный перевод названия (Time and Ebb), «Время и отлив», не передал бы подразумеваемой игры, заключающейся в ожидании привычного «Tide and Ebb», «прилив и отлив» — как если бы кто по-русски сказал «пень и ночь». В рукописи, хранящейся в архиве Эдмунда Вильсона, разсказ называется «Time in Ebb».[9]"
5. ↑  Рассказ написан в марте-апреле 1945 года и опубликован журналом «New Yorker» под тем же исходным названием 23 июня 1945 г.[10] В сборник «Набоковская дюжина» и все последующие он был включён под изменённым названием «Conversation Piece 1945»)